# Síndrome de Guillain-Barré
Síndrome de Guillain–Barré (SGB) é uma fraqueza muscular de aparecimento súbito causada pelo ataque do sistema imunitário ao sistema nervoso periférico. Os sintomas iniciais são geralmente dor ou alterações de sensibilidade e fraqueza muscular com início nos pés e nas mãos. Esta fraqueza muitas vezes espalha-se para os braços e parte superior do corpo, envolvendo ambos os lados. Os sintomas desenvolvem-se ao longo de um intervalo de algumas horas a algumas semanas. Durante a fase aguda, a doença pode colocar a vida em risco, dado que 15% das pessoas apresentam fraqueza nos músculos respiratórios e necessitam de ventilação mecânica. Algumas são afetadas por alterações funcionais no sistema nervoso autónomo, o que pode provocar anormalidades graves no ritmo cardíaco e na pressão arterial.
A causa é desconhecida. O mecanismo subjacente envolve um distúrbio autoimune em que o sistema imunitário do corpo ataca por engano os nervos periféricos e causa danos no seu isolamento de mielina. Esta disfunção imunitária pode ser espoletada por uma infeção ou, de forma menos comum, por cirurgia ou, raramente, por determinadas vacinas. O diagnóstico geralmente baseia-se nos sinais e sintomas e na exclusão de outras causas, e pode ser apoiado por exames como estudos da condução nervosa e análise do líquido cefalorraquidiano. Existem vários subtipos de acordo com as áreas em que ocorre a fraqueza, com os resultados dos estudos de condução nervosa e com a presença de determinados anticorpos. A doença é classificada como uma polineuropatia aguda.
Nos casos mais graves, o tratamento imediato com imunoglobulina por via intravenosa ou plasmaferese, juntamente com cuidados de apoio, permite uma boa recuperação na maioria das pessoas. A recuperação pode levar de semanas a anos. Cerca de um terço das pessoas manifestam algum grau de fraqueza de forma permanente. Em todo o mundo, cerca de 7,5% dos casos resultam em morte. A síndrome de Guillain–Barré é uma doença rara, ocorrendo apenas entre um e dois casos por cada 100 000 pessoas em cada ano. A prevalência da doença é igual entre ambos os sexos e entre as diversas regiões do mundo. A síndrome é assim denominada em homenagem aos neurologistas franceses Georges Guillain e Jean Alexandre Barré, que descreveram a doença em conjunto com André Strohl em 1916.

## Sinais e sintomas
- Dor nos membros inferiores seguida por fraqueza muscular[7] progressiva de distribuição geralmente simétrica e distal que evolui para diminuição ou perda dos movimentos de maneira ascendente com flacidez dos músculos;
- Perda dos reflexos profundos de início distal, bilateral e simétrico a partir das primeiras horas ou primeiros dias;
- Sintomas sensitivos: dor neurogênica, queimação e formigamento distal.

Pode haver alteração da deglutição devido a acometimento dos nervos cranianos XII, X e IX (relacionados com a deglutição), e paralisia facial por acometimento do VII par craniano (que inerva os músculos da face); a paralisia facial pode ser bilateral.
- Comprometimento dos centros respiratórios com risco de parada respiratória;

Sinais de disfunção do sistema nervoso autônomo traduzidos por variações da pressão arterial (pressão alta ou pressão baixa), aumento da freqüência ou arritmia cardíaca, transpiração, e em alguns casos, alterações do controle vesical e intestinal.[carece de fontes?]
- Alteração dos movimentos dos olhos decorrente de acometimento do III, IV e VI nervos cranianos e ataxia cerebelar (déficit de equilíbrio e incoordenação) associada a ptose palpebral (pálpebra caída) e perda dos reflexos sobretudo na variante Miller-Fisher;
- Assimetria importante da fraqueza muscular ou da perda de movimento, distúrbios graves de sensibilidade e disfunção vesical ou intestinal persistentes induzem questionamentos embora não excluam o diagnóstico.

## Causas
Cinquenta por cento dos casos ocorrem após infecções causadas por vírus ou micoplasma, 10% ocorrem após alguma cirurgia e casos raros são associados com linfoma, carcinoma, gravidez ou período pós-parto.
Dois terços dos adultos afetados pela doença, tinham sintomas prévios de infecção respiratória ou gastrointestinal. Sendo que, a infecção prévia predominante era causada pela Campylobacter jejuni (presente em 25-50% dos adultos). Outras infecções associadas são citomegalovirus , os vírus Epstein-Barrs, influenza A, Mycoplasma pneumoniae, Haemophilus influenzae, além dos vírus da hepatite tipos A, B e C e vírus da imunodeficiência humana (HIV). Há também uma relação emergente entre infecções causadas por arbovirus como dengue, Zika e chikungunya.
A semelhança molecular entre os antígenos microbianos e dos nervos é claramente a força motriz por trás da doença, pelo menos no caso da infecção por Campylobacter jejuni. Porém a interação entre o componente microbiano e o ser humano, que ditam se e como a resposta do sistema imunitário é deslocada para uma autorreatividade indesejada ainda não é bem compreendida.
Um aumento no número de casos da síndrome pôde ser verificado após a vacinação contra a  Gripe Suína no contexto do Surto de gripe suína de 1976 (entre 1 a 2 casos a mais em um milhão de doses administradas) e em pessoas com mais 18 anos vacinadas com o imunizante da farmacêutica Janssen para a Covid-19. Todavia, é importante destacar que a infecção pela gripe suína gera mais risco para o desenvolvimento da Síndrome de Guillain-Barré do que a vacinação contra a doença, além disso, o aumento relacionado à imunização contra o Covid-19 só foi verificado nos vacinados com o imunizante da Johnson & Johnson, sendo que são necessárias mais pesquisas sobre o tema

## Diagnóstico
O diagnóstico da síndrome de Guillain-Barré é basicamente clínico, pois não há biomarcadores diagnósticos para a maioria das variantes da síndrome. Porém exames complementares são necessários para a confirmação e também excluir outras causas de paralisia flácida.
No diagnóstico clínico observa-se se há existência de fraqueza muscular em mãos, braços, pernas e pés de forma bilateral, incluindo musculatura craniana. Os reflexos miotáticos distais podem estar ausentes ou reduzidos. A fraqueza é descrita classicamente como ascendente, iniciando-se pelas extremidades do corpo.
A progressão dos sintomas é um fator importante, não podendo ultrapassar 8 semanas, com a recuperação começando entre 2 a 4 semanas após uma fase de platô. A maioria dos pacientes atinge o pico dos sintomas dentro de 2 semanas.
No diagnóstico laboratorial usam-se principalmente a análise do líquido cefalorraquidiano (liquor) e a eletroneuromiografia.
No caso do liquor, busca-se por uma elevação nas quantidades de proteínas porém com poucas células brancas, o que ocorre em até 80% dos pacientes após a segunda semana. A análise do liquor é importante também para a exclusão de outras causas de fraqueza associadas com um aumento na contagem de linfócitos (mais que 10 células/mm3).
Na eletroneuromiografia, são usadas as ferramentas da eletromiografia por agulha e análise das neuroconduções nervosas para a confirmação do diagnóstico e para ajudar no prognóstico. Também pode ser usada para discriminar entre os subtipos axonal e desmielinizante da síndrome. As anormalidades nas neuroconduções são mais pronunciadas 2 semanas após o início da fraqueza.

## Tratamento
Na fase aguda, primeiras quatro semanas de início dos sintomas, o tratamento de escolha é a plasmaferese ou a infusão endovenosa de imunoglobulinas.
- Plasmaferese: procedimento no qual parte do sangue é retirado, a parte líquida é separada e as células sanguíneas, após diluição em albumina ou plasma fresco, retornam para o organismo do paciente. Com isso, visa-se remover grande parte dos anticorpos e outros fatores circulantes que possuem ação na patogenia. É efetiva para a SGB por remover anticorpos que atacam a bainha de mielina. Causa rápida depleção dos fatores específicos associados à doença. Deve ser administrada precocemente, tanto para reduzir concentrações plasmáticas de mediadores inflamatórios, como para retardar a progressão da doença. Apresenta benefícios significativos na recuperação.[14][11]
- Infusão Endovenosa de Imunoglobulinas: imunoglobulinas são derivadas do plasma humano, sendo moléculas circulantes com atividade de anticorpos, com funcionalidade ao combate de infecções e promoção da homeostasia no sistema imunitário. Pela facilidade de uso, tornou-se o tratamento de escolha na maioria dos países. Sua eficácia, após duas semanas, é semelhante  à plasmaferese.[11][9] A forma de ação específica das imunoglobulinas ainda não é conhecida, mas existem evidências da neutralização dos anticorpos que bloqueiam a união neuromuscular.[14]

## Prognóstico
Considerado bom, com mais de 90% dos pacientes alcançando recuperação total ou quase completa um ano após a doença.
A maior parte da recuperação acontece no primeiro ano, mas alguns pacientes podem apresentar melhora mesmo após três ou mais anos. Aproximadamente 20% dos pacientes não conseguem andar sem ajuda seis meses após o início da doença.
Os fatores que contribuem para um mau prognóstico são idade acima de 40 ou 50 anos, diarreia precedente (ou infecção por Campylobacter jejuni nas quatro semanas anteriores), início abrupto de fraqueza grave e necessidade de ventilação mecânica.

## Epidemiologia

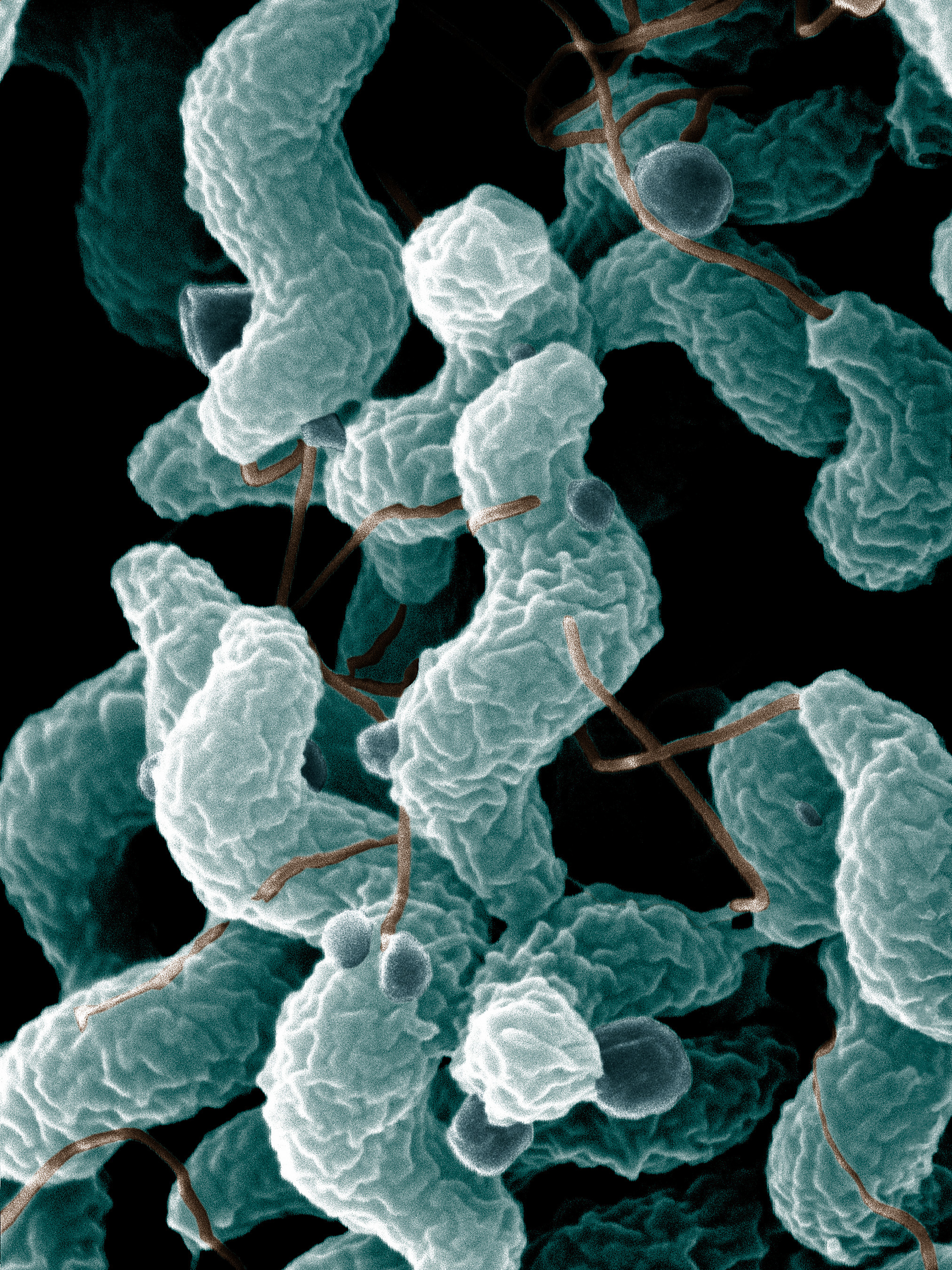
Campylobacter jejuni é frequentemente associada à Síndrome de Guillain-Barré (GBS)

A incidência da síndrome de Guillain-Barré em muitas partes do mundo é desconhecida e algumas evidências sugerem que pode ser diferente em regiões distintas.
A maioria dos estudos sobre a incidência foram feitos na Europa e na América do Norte e apresentaram uma taxa entre 0,8 e 1,9 casos por 100.000 pessoas por ano. A taxa de incidência anual aumenta com a idade, sendo 0,6 por 100.000 pessoas por ano em crianças e 2,7 por 100.00 pessoas por anos em idosos acima de 80 anos.
Um estudo feito no estado brasileiro do Rio Grande do Norte entre 1994 e 2007 apresentou uma incidência de 0,3 casos por 100 mil pessoas por ano. Outro estudo, no Estado de São Paulo, encontrou uma incidência de 0,6 casos casos por 100 mil pessoas por ano.
Aproximadamente 5% dos casos evoluem para óbito e 20% sofrem de alguma incapacidade significativa definitiva. Além disso, a doença é ligeiramente mais frequente em homens do que em mulheres, embora não se saiba o motivo.

## História
Em 1916, três médicos parisienses, Georges Charles Guillain, Jean Alexandre Barré e André Strohl, descreveram no Bulletins et Mémoires de la Société Médicale des Hôpitaux de Paris, uma nova síndrome em dois soldados franceses, caracterizada por distúrbio motor, supressão do reflexo do tendão, parestesia, leve mudança na reação elétrica de nervos e músculos e hiperalbuminose do líquido cefalorraquidiano com ausência de reação citológica.
Anteriormente, em 1859, o médico francês Jean Baptiste Octave Landry descreveu um distúrbio dos nervos periféricos que paralisava os membros, o pescoço e os músculos respiratórios, caracterizando-a como uma paralisa ascendente aguda. A principal diferença entre sua descrição e a dada por Guillain, Barré e Strohl era a falta da punção lombar para a coleta do líquido cefalorraquidiano (que só foi introduzida em 1891). A descrição de Landry provavelmente incluía todos os tipos de paralisa ascendente aguda e subaguda, como alguns casos de poliomielite ou mielite ascendente.
Em 1927, os neurologistas franceses H. Draganesco e J. Claudion usaram pela primeira vez o termo síndrome de Guillain-Barré
O nome de Strohl foi esquecido, provavelmente em função de ser muito jovem e de sua participação ter se restringido a eletrofisiologia.